# Бровун, Марк Матвеевич
Марк Матвеевич Бровун (укр. Марк Матвійович Бровун; 24 июля 1946, Сталино — 9 октября 2012, Донецк) — художественный руководитель Донецкого национального академического украинского музыкально-драматического театра, народный артист Украины (2012), заслуженный работник культуры Украины (1993), лауреат Национальной премии Украины им. Тараса Шевченко.

## Биография
Родился 24 июля 1946 года в Сталино. Окончил экономический факультет Донецкого государственного университета и режиссёрский факультет Луганского государственного института культуры и искусств.
Был руководителем-тренером сборных команд Донецкой области и УССР по военизированному многоборью. Под его руководством сборная УССР неоднократно становилась призёром, а в 1974 году — чемпионом СССР.

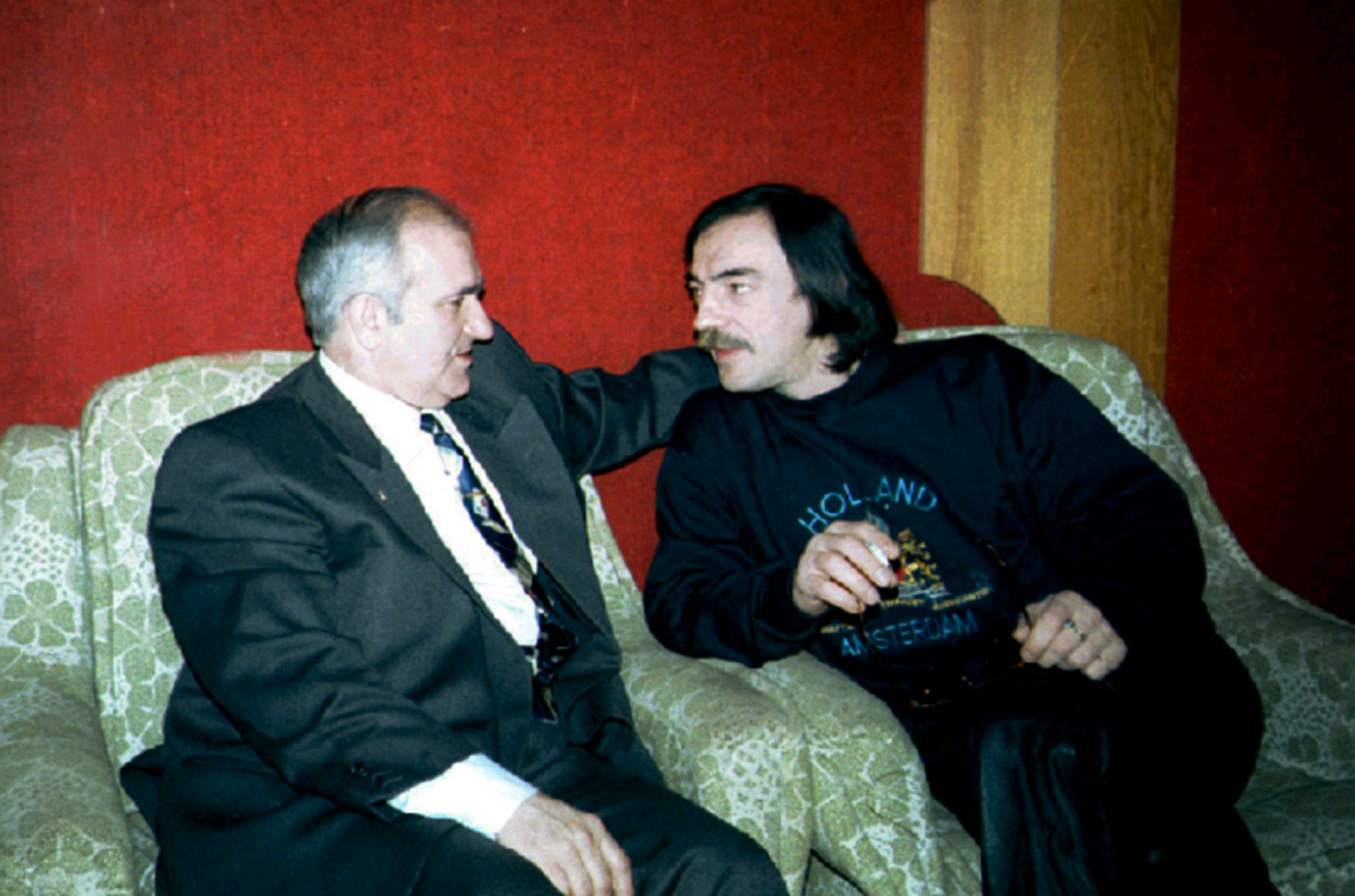
Директор и художественный руководитель Донецкого драмтеатра Марк Бровун с гостем театра Михаилом Боярским. Фото Анастасии Федоренко.

С 1976 года работал в Донецком национальном академическом украинском музыкально-драматическом театре. В 1987 году стал директором театра, а 1994 году — директором-художественным руководителем театра. С 2009 года — художественный руководитель театра.
Автор идеи и постоянный ведущий ежемесячной телевизионной передачи о театральном искусстве «У камина», которая более 10 лет выходила на Донецком областном телевидении. Инициатор проведения регионального театрального фестиваля «Театральный Донбасс» и открытого фестиваля спектаклей и концертных программ для детей и юношества «Золотой ключик».
С 1990 по 1994 год был депутатом Ворошиловского районного совета г. Донецка. 10 лет был заместителем председателя Донецкого межобластного отделения Национального Союза театральных деятелей Украины.
Депутат Донецкого областного совета 4, 5 и 6 созывов. Председатель постоянной комиссии по вопросам культуры, духовности и поддержки средств массовой информации в 4 и 5 созыве.

## Награды и премии
В 1993 году М. М. Бровуну было присвоено звание «Заслуженный работник культуры Украины».
В 1997 году стал лауреатом премии Национального союза театральных деятелей Украины им. Николая Садовского.
В 2003 году за постановку спектакля «Энеида» стал лауреатом Национальной премии Украины имени Тараса Шевченко в области театрального искусства.
В 2012 году М. М. Бровуну было присвоено звание «Народный артист Украины»
Полный кавалер ордена «За заслуги»:
- - I степень (2009)[8][3]
  - II степень (2007)[9]
  - III степень (2001)[10]

Полный кавалер знака «Шахтёрская слава».
Награждён Почётной грамотой Верховной рады Украины, Почётной грамотой Кабинета министров Украины, неоднократно награждался Почётными грамотами Министерства культуры и туризма Украины, Донецкого областного совета, Донецкой областной государственной администрации, медалями и почётными знаками.
В 2017 году Глава Донецкой Народной Республики А. В. Захарченко Указом № 346 Донецкому государственному академическому музыкально-драматическому театру присвоил имя Марка Матвеевича Бровуна.  Архивная копия от 9 октября 2018 на Wayback Machine

## Семья
Дочь — Наталья Волкова. С 2009 года генеральный директор театра, с декабря 2012 года – гендиректор-художественный руководитель. Перешла в ДНР, с 2017 глава исполкома ОД «Донецкая республика», с 2018 — депутат Народного совета ДНР.